# Pastillas antidepresivas, religiones y demás... para el alma (reedición)
Pastillas antidepresivas, religiones y demás... para el alma (reedición) es el cuarto Álbum de la banda costarricense Inconsciente Colectivo, publicado en el año 2001. Consiste en la reedición del Álbum Pastillas antidepresivas, religiones y demás... para el alma, publicado en 1998.

## Contenido
El álbum en si presenta algunas diferencias con respecto a la primera versión publicada en 1998. 
A diferencia del primero, esta reedición contiene 16 canciones; se excluyeron "Planeta nadie"; "Psicodelia" y "No va pasar", pero se incluyó una versión acústica-inédita de la canción "Cautiva de mar", uno de los mayores éxitos del grupo. Esto hace que la reedición consista en 1 solo disco, a diferencia de la primera versión, que era un disco doble.
Las canciones que sí se mantuvieron con respecto a la versión original aparecen en un orden distinto.

## Lista de canciones
1. "Se me puede olvidar (Big Stick Policy)" - 5:18
2. "Cautiva de mar" - 3:42
3. "No podrás" - 4:12
4. "Condición" - 5:35
5. "Déjalo" - 4:22
6. "Atémoslo" - 4:33
7. "Nada más" - 5:20
8. "Reencarnación" - 4:14
9. "Ella me hace volar" - 4:33
10. "Sólo queda rezar" - 4:40
11. "Ayer" - 4:48
12. "Dejar de caer" - 4:57
13. "Seguirá" - 3:56
14. "Requiém" - 4:07
15. "Ansiedad" - 2:48
16. "Cautiva de mar (Versión inédita)" - 3:58

## Músicos
- Pato Barraza: Voz, coros, guitarras acústicas, guitarras eléctricas y de 12 cuerdas; teclados y programación de secuencias.
- Eduardo Carmona: Bajo y coros
- Rafa Ugarte: Batería y coros

### Músicos invitados
- Roy Rodríguez: Solo de guitarra eléctrica en "Cautiva de mar"
- Francesca Agostini: Flauta Traversa en "Cautiva de mar"
- Oscar Marín: Solo de guitarra eléctrica en "Condición", "Déjalo", "Solo queda rezar" y "Reencarnación"
- Marco Chinchilla: Solo de guitarra eléctrica en "Ella me hace volar" y "Dejar de caer"
- Alberto "Pantera" Castillo: Solo de guitarra eléctrica en "Déjalo"
- José Solano, José Luis Carballo, Astrid Rodríguez: voces de noticias en "Solo queda rezar"
- José Capmany: Voz en "Atémoslo"
- Marta Fonseca: coros en "Ayer"
- Antonio "Toñin el artista" Rojas: solo de Hammond en "Dejar de caer"
- Bernardo Quesada: percusión en "Dejar de caer" y "No podrás"
- Ricardo Nieto: guitarra eléctrica en "Seguirá"
- Alejandro Acuña: Batería en "Nada más"
- Pablo León: Bajo en "Nada más"
- Ernesto Nuñez: Trompetas en "Nada más"
- Henry D´Arias, Bernardo Quesada, Luis Montalbert-Smith y Anna Sinnigaglia: voces solistas en "No podrás"
- Ricardo Ramírez: Violines y violas en "Requiém"
- Ángela Ramírez: Chelo en "Requiém"

## Créditos
- Producción ejecutiva: José Solano para Marsol Records
- Productor artístico: Pato Barraza
- Coproductor: Oscar Marín
- Ingeniero de Sonido: Oscar Marín
- Todos los temas grabados por Oscar Marín excepto las baterías en 9 y 17, grabadas por Elías Campos y los bajos por Daniel Brenes
- Todos las canciones grabadas en los Estudios de Marsol Records en San José, Costa Rica excepto "Nada más", grabada en Primera Generación Records Guatemala
- Todas las canciones fueron mezcladas en Marsol Records por Oscar Marín y Pato Barraza, excepto 4 mezclada en The Mix por Oscar Marín y Pato Barraza. 3, 6 y 11 mezcladas por Carlos Domínguez en Arte Studio
- Masterizado en Gesdisa Guatemala por Fernando Quijiwitz
- Música y letra de todos los temas: Pato Barraza
- Fotografía y diseño: Clea Eppelin
- Montaje y diagramación: Gabriel Borel